# سيدة القاهرة
سيدة القاهرة هو فيلم مغربي أنتج عام 1991 من إخراج مؤمن سميحي. صُور وأنتج الفيلم في مصر جنبًا إلى جنب مع فنانين مصريين.

## الملخص
تدور أحداث الفلم حول جوهرة، وهي فتاة فلاحية شابة من النيل، تصبح مغنية مشهورة وتنتقل إلى القاهرة. الشهرة والمال والحب لا يمكن أن تجعلها تنسى العاطفة التي تشعر بها تجاه أخيها التوأم.

## الطاقم الفني
- يسرا
- جميل راتب
- نبيل الحلفاوي
- محمود حميدة
- عبد العزيز مخيون